# Евсеев, Вячеслав Николаевич
Вячеслав Николаевич Евсеев — советский хозяйственный и политический деятель.

## Биография
Родился в 1910 году в селе Богатое Бузулукского уезда Самарской губернии. Окончил Самарское судно-механическое училище и Самарский индустриальный институт[уточнить]. Член КПСС.
В 1928—1934 гг. — слесарь-масленщик на пароходе «Страж революции», слесарь, мастер механического цеха, инструктор производственного обучения завода «Металлист», мастер, начальник механического цеха, главный инженер Самарского котельного и ремонтно-механического завода.
В 1936—1940 гг. — начальник технического отдела, главный инженер Куйбышевского завода киноаппаратуры («Кинап»).
В 1940—1942 гг. — старший инженер производственного отдела Куйбышевского областного управления трудовых резервов.
В 1942—1944 гг. — заведующий отделом, заместитель секретаря Куйбышевского горкома ВКП(б) по машиностроительной промышленности.
В 1944—1948 гг. — секретарь парткома завода имени Масленникова.
В 1949—1950 гг. — второй секретарь Куйбышевского городского комитета ВКП(б).
В 1950—1952 гг. — первый секретарь Куйбышевского городского комитета ВКП(б)/КПСС.
В 1952—1957 гг. — 2-й секретарь Куйбышевского областного комитета КПСС.
В 1957—1965 гг. — заместитель председателя Куйбышевского и Средневолжского совнархозов.
В 1965—1977 гг. — начальник Средневолжского территориального управления Госснаба СССР.
Избирался депутатом Верховного Совета РСФСР 4 созыва. Делегат XIX и XX съездов КПСС.
С 1977 года — персональный пенсионер союзного значения.
Жил в Куйбышеве.

## Награды
- Орден Ленина
- Орден Октябрьской Революции (25.08.1971)
- Орден Трудового Красного Знамени
- Орден Красной Звезды (дважды)[5]